# Perc
Perc je priimek več znanih Slovencev:
- Anton Perc (*1943), zdravnik anesteziolog, avtobiograf
- Bernarda Perc (1929—1983), arheologinja
- Drago Perc (1913—1983), politik, gospodarstvenik
- Drago Perc (*1967), raketni modelar
- Ivo Perc, publicist o prehrani
- Jerneja Perc (1971—2009), atletinja
- Jože Perc (*1933), duhovnik
- Leopold Perc, strok. za turistično in ekonomsko propagando
- Martin Perc (1913—1977), redovnik iz reda manjših bratov
- Matjaž Perc (*1979), fizik, univ. prof. (UM)
- Miroslav Perc Maks (1912—1945), član VOS, podpolkovnik NOV in narodni heroj
- Nives Perc (*1984), judoistka
- Pavel Perc (*1951), novinar
- Stanko Perc (1892—1947), amaterski igralec (Ce)
- Špela Perc, umetnostna drsalka, gorska kolesarka ...